# Crematistofilia
Crematistofilia consiste na excitação sexual ao dar dinheiro, ser roubado, chantageado ou extorquido pelo parceiro.